# Mocoa
Mocoa és un municipi colombià, que figura com a capital del Departament de Putumayo. Fundat el 29 de setembre de 1563 pel capità Gonzalo H. de Avendaño, la seva economia està basada en l'agricultura i les activitats comercials. La ciutat també és punt de referència social per als colons que s'apropen a les terres departamentals, atrets per les explotacions petrolieres.

## Història
La ciutat va ser fundada amb el nom de Mocoa el 29 de setembre de 1563 pel capità Gonzalo H. de Avendaño.
En 1630 el poblat va ser atacat pels indígenes andaquíes, que el van incendiar gairebé sencer. A causa dels freqüents atacs contra la població, es va determinar que aquesta fos traslladada a la seva actual ubicació sobre la riba del riu Mocoa a l'altura de les boques dels rius Mulato i Sangoyaco.
El 1857 Mocoa era la capital del territori del Caquetá, que pertanyia a l'Estat Sobirà del Cauca dels Estats Units de Colòmbia, la seva administració estava a càrrec del govern federal, el qual nomenava un prefecte per a la direcció d'aquest territori. Entre les seves funcions, el prefecte del Caquetá havia de fomentar el poblament de les poblacions ja existents en l'àrea Mocoa, Sibundoy, San Diego, San Miguel, Aguarico, Yunguillo i Pacayaco, donar empara als missioners, esforçar-se perquè els indígenes visquessin en poblacions fixes per la qual cosa era indispensable aprendre els idiomes nadius, i vigilar les fronteres del territori amb els països veïns.
El territori comprenia tot el sud-orient de l'actual Colòmbia. Limitava amb els estats colombians del Tolima, Cauca i Cundinamarca, juntament amb les nacions frontereres de l'Equador, Veneçuela i el Brasil, abastant així els actuals departaments del Guainía, Vaupés, Guaviare, Caquetá, Putumayo i Amazones en territori Colombià, la Província de Sucumbíos en Equador, una part de l'Amazones (estat de Veneçuela), el nord del Departament de Loreto al Perú i gran part de l'Estat d'Amazones al Brasil.
Cap a 1871 el poble comptava amb 5 mansanes edificades de cases en precàries condicions. El 1876 Mocoa va esdevenir un centre de comerç de la quina i del cautxú.
El 1957 la població va ser elevada a la categoria de municipi; com a part del departament de Nariño.
El 1958 el Senyor Don Pablo Castro, un dels fundadors i forjadors de la capital del Putumayo, i la seva senyora, Mercedes Zambrano de Castro, van donar al Municipi una gran part dels seus terrenys per a la construcció de l'aqüeducte que es diu canaló, per subministrar aigua als seus habitants, actualment hi ha un pacte per no cobrar aigua a tota la seva descendència a Mocoa.
El 1968 es va crear la intendència del Putumayo, segregada del departament de Nariño, i Mocoa va esdevenir la seva capital.
La constitució del 1991 la va convertir en capital del departament de Putumayo.

## Economia
L'activitat econòmica de més importància és la mineria. L'agricultura i la ramaderia només es veuen en l'alt Putumayo. Destaquen els cultius de blat de moro, plàtan, iuca, pinya, chontaduro fruit i margalló, canya de sucre i en menor escala arròs, nyam, hortalisses i fesols. La ramaderia presenta grans excedents lactis principalment a la Vall de Sibundoy. S'han descobert jaciments de petroli al municipi d'Orito, considerats entre els més grans del món. Hi jaciments d'or de veta i al·luvió en les formacions geològiques de l'anomenat Massís Colombià, especialment en la serralada Centre - Oriental actualment s'explota en els rius Curiyo i Cascabel, afluents del Caquetá, i fins i tot en aquest mateix també s'extreu al riu San Pedro, afluent del Putumayo a la Vall de Sibundoy.